# 함양남서로
함양남서로(Hamyangnamseo-ro)는 경상남도 함양군 유림면에서  함양군 서하면서하사거리를 잇는 도로이다.

## 주요 경유지
경상남도
- 함양군 (유림면 . 휴천면 . 함양읍 . 병곡면 . 백전면 . 서하면)

## 노선
| 이름       | 접속 노선                          | 소재지 | 소재지 | 비고 |
| ---------- | ---------------------------------- | ------ | ------ | ---- |
| (이름없음) | 국가지원지방도 제60호선 (천왕봉로) | 함양군 | 유림면 |      |
| 목현교     |                                    | 함양군 | 휴천면 |      |
| (터널)     |                                    | 함양군 | 휴천면 |      |
| 목상교     |                                    | 함양군 | 휴천면 |      |
| 소고대교   |                                    | 함양군 | 휴천면 |      |
| 팥두재     |                                    | 함양군 | 휴천면 |      |
|            | 함양읍                             | 함양군 |        |      |
| (이름없음) | 지방도 제1084호선 (하림대로)       | 함양군 |        |      |
| 인당사거리 | 국도 제24호선 (한들로)             | 함양군 |        |      |
| (이름없음) | 함양로                             | 함양군 |        |      |
| (이름없음) | 고운로                             | 함양군 |        |      |
| (터널)     |                                    | 함양군 |        |      |
| 죽곡교     |                                    | 함양군 |        |      |
| 뇌계교     |                                    | 함양군 |        |      |
| 월암삼거리 | 병곡지곡로                         | 함양군 | 병곡면 |      |
| 월앙교     |                                    | 함양군 | 병곡면 |      |
| 도천교차로 |                                    | 함양군 | 병곡면 |      |
| 송평교차로 |                                    | 함양군 | 병곡면 |      |
| 옥계교차로 | 옥계길                             | 함양군 | 병곡면 |      |
| 대평사거리 | 아백로                             | 함양군 | 백전면 |      |
| 원동재     |                                    | 함양군 | 백전면 |      |
|            | 서하면                             | 함양군 |        |      |
| 송계교     |                                    | 함양군 |        |      |
| 송계사거리 | 국도 제26호선 (육십령로)           | 함양군 |        |      |

## 주요 건물 및 시설
- 휴천면보건지소 (함양남서로 513/목현리 71-3)
- 휴천파출소 (함양남서로 526/목현리 431-1)
- 하백마을회관 (함양남서로 1155/백연리 825-4)
- 한국국토정보공사함양지사 (함양남서로 1219/백연리 460-4)
- 위림초등학교 (함양남서로 1234/백연리 511)
- S-OIL 백운주유소 (함양남서로 1932/옥계리 961-2)
- 백전면마을회관 (함양남서로 2319/평정리 357-3)
- 함양백전우체국 (함양남서로 2353/평정리 391-1)
- 백전면보건지소 (함양남서로 2355/평정리 391-8)
- 은행마을회관 (함양남서로 3766/운곡리 705)
- 서하면 행정복지센터 (함양남서로 3937/송계리 1242-7)
- 농협 안의농협 하나로마트 서하점 (함양남서로 3940/송계리 1242-15)
- 함양서하우체국 (함양남서로 3944/송계리 1242-1)
- 서하치안센터 (함양남서로 3945/송계리 1246-3)